# 熊猫咖啡馆屠杀
熊猫咖啡馆屠杀（romanized: Masakr u Panda Baru），又称熊猫咖啡馆袭击是1998年12月14日至15日深夜，针对科索沃塞尔维亚族平民的襲擊事件，地點位於南斯拉夫联盟共和国塞尔维亚共和国科索沃自治省佩奇。2名蒙面男子向開啡館開火，造成6名塞族青年中枪身亡，另有15人受伤。
襲擊事件發生時正值南联盟和科索沃地区高度緊張之際，起因是塞爾維亞警察策畫伏擊從阿爾巴尼亞走私武器和補給品的科索沃解放軍，襲擊咖啡館被認為是後者的報復行動。該事件並因此中断南联盟和科索沃地区间在科索沃戰爭期間的短暫停火狀態，科索沃解放軍被指控需為事件負責，然前者並未承認。此外，當時有6名阿爾巴尼亞青年被塞爾維亞當局逮捕，並在拘留期間遭受酷刑，惟於後來的審判中獲判無罪。2013年時任塞爾維亞總統亞歷山大·武契奇表示，沒有證據表明阿爾巴尼亞族人應對此次襲擊事件負責。
該事件亦曾被認為是由塞爾維亞國家安全局所犯下，然由於長期以來並為出現其他證據而無法偵破；当地阿尔巴尼亚族人則认为該事件被塞尔维亚军队和警方利用作為袭击阿族村落的藉口。

## 事件
1998年12月14日，南斯拉夫军警为阻止阿尔巴尼亚军火走私突袭了“科索沃解放军”的一处据点，造成后者至少30人死亡。数小时后，疑似“科索沃解放军”成员的武装分子出于报复心理走进熊猫咖啡馆，向顾客开火，打死了六名塞族男性，其中一名时年14岁、一名16岁、三名17岁、一名25岁。有西方外交学家认为这次事件是“科索沃解放军”对当日南联盟军警行动的回应，但“科索沃解放军”拒绝为此事负责。
屠杀发生后，时任南斯拉夫总统米洛舍维奇指责国际社会未能保护塞族平民免遭袭击，声明：“恐怖分子从未停止攻击军队、警察和科索沃平民。”此后，警方对佩奇南部的阿尔巴尼亚族聚居地卡佩什尼卡和扎特拉施行管制，封锁整个地区，全面搜查房屋。有报道称警方此间射杀了两名阿尔巴尼亚族平民。歐洲安全與合作組織后续发布的报告把此次屠杀事件称为“熊猫咖啡馆事件”。

## 事后调查
警方逮捕了六名17至22岁的阿尔巴尼亚族人，并关押进监狱。他们在狱中被严刑逼供，其中一人屈打成招。由于没有足够证据证明这六人与屠杀相关，他们的杀人罪责得以洗脱，但又以破坏公共秩序的罪名被判处一年徒刑，然而一个月后即予释放。六人中有一人患上精神疾病，还有一人在佩奇当上了财政官员。
2011年，塞尔维亚重新调查熊猫咖啡馆案。受害者的墓碑遭到破坏。2013年12月，时任塞尔维亚第一副总理、今塞尔维亚总统亚历山大·武契奇承认，没有证据能够证明阿尔巴尼亚族发动此次屠杀。

## 附录

### 扩展阅读
图书
- Bellamy, A. . Palgrave Macmillan. 2002. ISBN 978-0-230-59760-0.
- . Yale University Press. 2002  [2021-02-17]. ISBN 978-0-300-09725-2. （原始内容存档于2019-11-08）.
- Landis, Dan; Albert, Rosita D. . Springer Science & Business Media. 2012: 356  [2021-02-17]. ISBN 978-1-4614-0447-7. （原始内容存档于2021-04-14）.
- Aertsen, Ivo. . Routledge. 2013: 83–  [2021-02-17]. ISBN 978-1-134-00623-6. （原始内容存档于2017-02-16）.

新闻报道
- Politika. . Politika. 2008-12-13  [2021-02-17]. （原始内容存档于2021-01-16）.
- RTS. . RTS. 2015-12-14  [2021-02-17]. （原始内容存档于2018-01-18）.
- Novosti; Tanjug; Blic. . Blic.   [2021-02-17]. （原始内容存档于2018-07-14）.